# Ита Рина
Италина Лида „Ида“ Краваня (на словенски: Italina Lida Kravanja), известна под псевдонима Ита Рина, е словенска филмова актриса и кралица на красотата.
Тя е сред основните филмови звезди в Германия и Чехословакия в края на 1920-те и началото на 1930-те години. Oттегля се от кариерата си на актриса скоро след сватбата си през 1931 година, когато променя религията си от римокатолическа на сръбско-православна, както и името си на Тамара Джорджевич.

## Живот и кариера

### Ранен живот (1907-1926)
Ита Рина е родена на 7 юли 1907 година в малкото градче Дивача, тогава Австро-Унгарска империя, днес в Словения, като Италина Лида Краваня. Накратко я наричат Ида Краваня. Тя е първата дъщеря на Йозеф и Мария Краваня и има по-малка сестра Даника. Скоро след избухването на Първата световна война, семейството се премества в Любляна, където Рина е приета във висше учебно заведение през 1923 година. Не е добър ученик. Повтаря трети клас в началното училище. Нейната мечта е да бъде актриса.
През октомври 1926 година, списание „Словенски народ“ организира панаир на красотата и Рина участва в състезанието. Коронована е като „Мис Словения“ и получава правото да пътува за крайното събитие „Мис Югославия“, което трябва да се проведе на 20 декември 1926 година в Загреб. Майка ѝ не желае да я пусне да отиде в Загреб. След групово посещения на словенската делегация, Мария Краваня отстъпва. Когато Рина пристига в Загреб, журито вече е избрало най-красивата от три финалистки. Тя обаче е забелязана от Адолф Мюлер, собственик на киното „Балкан Палас“ в Загреб. Веднага изпраща нейни снимки на германския филмов продуцент Петер Остермайер. След като майка ѝ отказва да я пусне в Берлин, Рина бяга от дома.

### Пробив в киното (1927-1939)
Рина пристига в Берлин през 1927 година. Скоро провежда първата си среща, след която посещава часове по актьорско майсторство, дикция, танци, шофиране и езда. Прави своя дебют във филма от 1927 година „Was die Kinder ihren Eltern verschweigen“, режисиран от Франц Остен. След кратки филмови роли през годините 1927 и 1928, критиците я забелязват във филма от 1928 година „Das letzte Souper“. През същата година Рина среща своя бъдещ съпруг, студента Миодраг Дордевич. Нейният пробив идва следващата година с филма „Erotikon“. В него играе главната женска роля в образа на Андреа. Големият успех на филма разстройва някои морални и християнски организации. Католическият абат Батлеме пише: „Вярно е, че покривалката скрива фигурите им, но не скрива движенията им... Главните герои са показвани в продължителни кадри, особено Ита... Зрителят може да разпознае вълнението ѝ, после изразителността ѝ на нервност, смесено с копнеж, после болката и накрая... Изчервявам се докато описвам сцените“. Това, обаче, се превръща в най-добрата реклама за филм и началото на кариерата на Рина.
През 1930 година Рина участва в 3 филма, като най-забележителния е първият озвучен чешки филм „Tonka Šibenice“, който е описван като най-добрата ѝ роля. Междувременно, през 1931 година се омъжва за Миодраг Дордевич и променя религията си от римокатолическа на сръбска православна. Рина е покръстена в руска православна църква и получава своето ново православно име Тамара Дордевич. Рина споделя за промяната на своето име: „Исках да бъда наречена Любица, но руският министър не позволи това име. Предложи ми руския вариант Любов, но аз го отказах. Така, аз бях наречена Тамара“. Същата година, Рина получава оферта от Холивуд, но нейният съпругът я кара да избира между кариера и брак им. Рина избира да остане с него. Въпреки че обявява оттеглянето си от филмовата кариера, продължава да играе до избухването на Втората световна война. Последният ѝ предвоенен филм е криминалната драма „Zentrale Rio“.

### Югославия (1940-1979)
След прекратяването на филмова си кариера, Рина и съпругът ѝ се установяват в Белград. През 1940 година ражда сина си Милан. След бомбадировките на Белград през 1941 година, семейството се премества във Върнячка баня, където ражда дъщеря си Тияна. След края на Втората световна война през 1945 година, семейството се завръща в Белград. Въпреки че обещава няколко роли в югославски филми, всички проекти са прекратени. След като пише писмо на президента Тито, Рина започва работа в „Авала Филм“ като съветник по копродукции. Завръща се еднократно в киното с филма от 1960 година „Rat“ на режисьора Велко Булаич. Това е последната ѝ роля.
Страдайки от астма, Рина и съпругът ѝ се преместват в Будва през 1967 година. Там се грижи за своя съпруг, болен от склероза. Рина умира на 10 май 1979 година след астматична атака. Погребана е няколко дни по-късно в Белград, в присъствието на многобройни актьори, почитатели, приятели и членове на семейството.

## Филмография
- 1927 – „Was die Kinder ihren Eltern verschweigen“
- 1927 – „Zwei unterm Himmelszelt“
- 1928 – „Der Tanzstudent“
- 1928 – „Das letzte Souper“
- 1929 – „Wilde Ehen“
- 1929 – „Erotikon“
- 1929 – „Frühlingserwachen“
- 1929 – „Hanba“
- 1930 – „Die Galgentonitonischka“
- 1930 – „Tonka Šibenice“
- 1930 – „Der Walzerkönig“
- 1933 – „Život teče dalje“
- 1933 – „Das Lied der Schwarzen Berge“
- 1935 – „A zivot jde dál“
- 1937 – „Die Korallenprinzessin“
- 1939 – „Zentrale Rio“
- 1960 – „Rat“